# Danh sách chi của Noctuidae:J
Noctuidae là một họ bướm đêm lớn gồm rất nhiều chi:
A B C D E F G H I J K L M N O P Q R S T U V W X Y Z
- Janaesia
- Janseodes
- Janthinea
- Jarasana
- Jaspidia
- Jaxartia
- Jocheaera
- Jochroa
- Jodia
- Juncaria
- Jussalypena